# Léon Tom
Léon Tom (Anversa, 25 ottobre 1888 – ...) è stato uno schermidore e bobbista belga, vincitore di due medaglie d'argento nella scherma ai giochi olimpici.

## Biografia
Ha preso parte ai Giochi olimpici di Stoccolma del 1912, di Anversa del 1920, di Parigi del 1924 e di Amsterdam del 1928. Era in grado di gareggiare in tutte le discipline della scherma.
Partecipò inoltre ai II Giochi olimpici invernali di Sankt Moritz 1928 gareggiando nel ruolo di frenatore e classificandosi al sesto posto nel bob a quattro.

## Palmarès
In carriera ha ottenuto i seguenti risultati:
- Giochi olimpici:

Anversa 1920: argento nella spada a squadre.
Parigi 1924: argento nella spada a squadre.
- Mondiali di scherma

Parigi-Ostenda 1922: bronzo nella sciabola individuale.
Budapest-Ostenda 1926: bronzo nella spada individuale.
Liegi 1930: oro nella spada a squadre.